# 註冊商標符號
註冊商標符號即 ®（圓圈環繞的大寫R）是為了表明在此之前的標記是已註冊的商標或服務標記的符號。在一些國家，於非註冊商標上使用該符號是違法的。註冊商標符號的正確用法是立即跟在商標之後，通常是上標。

## 在電腦上
在大多數計算機系統中該符號都是標準化的，在Unicode中為U+00AE ® REGISTERED SIGN。與相似的U+24C7 Ⓡ CIRCLED LATIN CAPITAL LETTER R不同。
因為該符號在一般的打字機和ASCII計算機系統中無法打出，於是也會使用近似的(R)（或(r)），Python編程語言承認此用法。 有相等法律效力的是短語“Registered, U.S. Patent and Trademark Office”，在美國可簡寫作“Reg U.S. Pat & TM Off.”，英國則為“RTM”。

## 輸入
- Windows Alt code：Alt+0174（數字小鍵盤）
- Linux：AltGr+R 或 Compose key（英语：Compose key）, O, R
- Mac OS：Option+R
- 英美鍵盤佈局：AltGr+R
- Emacs：C-x 8 R
- HTML：&reg; 或 &#x00AE; 或 &#174;
- LaTeX：\textregistered

## 相關符號
- 未正式註冊的商標使用商標符號：U+2122 ™
- 未註冊的商標則應使用服務商標：U+2120 ℠
- 版權符號：U+00A9 ©
- 錄音版權符號（英语：Sound recording copyright symbol）：U+2117 ℗
- 正教聯盟（英语：Orthodox Union）的Hechsher（英语：Hechsher）：U+24CA Ⓤ

## 外部連結
- The Comprehensive LaTeX Symbol List （页面存档备份，存于）
- The U.S. Patent & Trademark Office （页面存档备份，存于）